# 아시아자동차공업

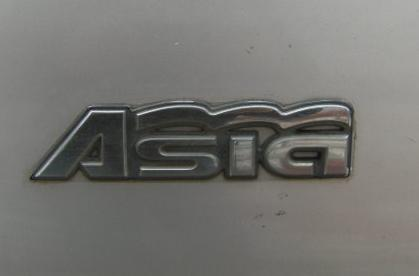
아시아자동차 앰블렘

아시아자동차공업(亞細亞自動車工業, Asia Motors Co.)은 1962년 5월 3일 박정희 전 대한민국 대통령이 국가 재건 방안의 하나로 국내 자동차 공업을 육성한다는 취지 하에 제정, 공포한 자동차 공업 보호 육성법에 기인하여 1964년 12월 21일 이탈리아 피아트, 프랑스 SIMCA 그리고 SIAVE 은행과 차관 협정을 체결, 이듬해 1965년 7월 2일 전라남도 광주에 호남 연고 기업인인 이문환(李文煥)에 의하여 자본금 8억 2천 8백만 원으로 설립되었다. 1969년 경영이 악화되어 동국제강에 매각되었고, 1976년 기아산업에 다시 매각되었다.
생산라인은 내방동(RV, 1톤 트럭)과 안청동(버스, 특수차량)에 있었으며, 합병 후 기아자동차의 생산라인으로 편입되어 현재에 이른다.
첫 모델인 세단 피아트 124를 선보인 것은 현대자동차가 포드 20M 모델을 선보인 것보다 1년 뒤인 1970년 3월이지만, 설립 연도로 보면 아시아자동차가 설립된 것은 1965년 7월이므로, 대한민국의 자동차 공업을 이끈 선두 그룹에 속한다고 할 수 있다. 아시아의 첫 제품인 피아트 124는 그 내구성이나 경제성, 그리고 당시 중상류층이 선호하던 보수적인 외형으로 단번에 신진의 코로나, 현대자동차의 코티나와 더불어 당시 국내 자동차 시장의 강력한 3각 경쟁 주도를 이루었지만 불과 3년 만에 생산 중단되었다.
1980년 2차 오일 쇼크 이후 1981년 자동차공업 합리화조치로 승용차 생산은 현대자동차와 새한자동차(현 한국GM)가, 중·소형 트럭 생산은 기아자동차가 독점하게 되었으며, 이는 1986년까지 지속되었다. 1986년 자동차 공업 합리화 조치 해제 이후에 기아자동차도 승용차를 개발하지만, 이는 기아자동차의 브랜드로 판매되었고, 아시아자동차는 군수용 차량과 대형 버스, 트럭을 계속 생산하여 자체 브랜드로 판매하였다. 아시아자동차가 기아자동차와 합병된 이후에도 광주 공장에서 군수용 차량을 생산하고 있다. 1997년 기아그룹의 자금난으로 부도 유예 협약 대상 업체로 선정되어 법정 관리를 받아 오다가 1998년 국제 입찰에서 기아자동차와 아시아자동차를 분리 매각하거나 통합 매각하여야 하는 상황에 이르렀으며, 결국 두 회사 모두 현대자동차에 인수되었다. 이후 기아자동차와 통합하여 아시아자동차는 자동차 업계에서 사라지게 되며, 타우너, 콤비, 코스모스, AM버스 등은 기아자동차의 브랜드로 변경되어 계보를 이어 오다가 모두 5년만에 단종되었고, 대형 트럭인 그랜토는 기아자동차와 합병한 이후 고작 3년 만에 생산 중단되었다. 아시아자동차에서 생산하였던 차종들 중 현재까지 생산 중인 모델은 1994년에 출시하여 장수 중인 대형버스 그랜버드가 유일하다.

## 아시아자동차 자체 브랜드 차량
- 승합차: 타우너 코치/밴, 토픽, AC/AV 시리즈 승합차
- 승용차, SUV: 피아트 124 피아트 124 팬타/피아트 124 레이서/피아트 124밴/피아트 124 특장차, 록스타
- 버스: 콤비, 코스모스, AM 시리즈 버스, AB 시리즈 버스, B 시리즈 버스, 그랜버드, P9AMC 버스, CP 버스 시리즈,
- 트럭: 그랜토, AM 시리즈 트럭, 타우너 트럭, T8 AMC 트럭 시리즈, CP 트럭 시리즈
- 컨셉트카: 네오마티나, ARV

## 아시아자동차 위탁 생산차량
- SUV: 레토나
- 승용차: 프라이드[3]
- 트럭: 봉고 III[4], 점보 타이탄[5], 봉고 프런티어[6], 트레이드[7], 복사[8] 라이노[9], 히노 프로피아
- 승합차: 프레지오[10]

## 기아자동차로 브랜드가 승계된 차량
- 버스: 콤비, 코스모스, AM928, 그랜버드
- 트럭: 타우너 트럭, 그랜토
- 승합차: 타우너 코치/밴, 토픽

## 역사
- 1965년 7월 2일: 기아산업(현 기아자동차) 분리 설립 초대 사장은 이문환
- 1969년 9월: 경영이 부실화되어 동국제강그룹에 인수 및 자회사 편입
- 1976년 8월: 기아산업(현 기아자동차)의 모회사인 기아그룹에 인수 및 자회사 편입과 동시에 기아산업의 방계회사가 됨
- 1986년 11월: 당시 방계회사인 기아산업과 모 회사인 기아그룹의 새 CI가 출범되어 ㄱ자와 ㅇ자가 겹쳐진 것에서 kia(상단에는 물결표시 됨)로 변경과 동시에 아시아자동차의 CI는 ㅇ자와 그 중간에 직사다리꼴 그림이 겹쳐져있는 것에서 Asia(상단에는 물결표시 됨)로 변경되었다.
- 1988년 10월 20일: 주식 상장
- 1994년: 당시 방계회사인 기아자동차와 모 회사인 기아그룹의 새 CI가 출범되어 kia(상단에는 물결표시 됨)에서 금색 테두리를 두른 빨간바탕의 타원 속 KIA로 변경과 동시에 아시아자동차의 CI는 Asia(상단에는 물결표시 됨)에서 금색 테두리를 두른 빨간바탕의 타원 속 ASIA로 바뀌었다.
- 1997년 2월 15일: 타원 속 KIA 로고로 통일
- 1997년 7월 15일: 부도유예 협약대상 업체 선정
- 1998년 4월: 법정관리
- 1998년 10월: 기아 및 아시아자동차, 국제 입찰에서 현대그룹에 낙찰
- 1999년 6월 30일: 기아자동차에 흡수 합병됐으며 그 탓인지 기아자동차가 당시 인수된 그룹인 현대그룹에 속했던 현대자동차가 모기업인 전북 현대 다이노스가 이 날(VS 안양LG)[11],  7월 7일(VS 천안일화)[12], 8월 21일 (VS 울산현대), 8월 25일 (VS 천안일화) 프로축구 경기[13]를 아시아자동차 공장이 있었던 광주에 위치를 둔 무등경기장에서 홈경기를 치름

## 같이 보기
- 기아 (기업)
- 현대자동차